# Atomorpha khalia
Atomorpha khalia är en fjärilsart som beskrevs av Edward P. Wiltshire 1986. Atomorpha khalia ingår i släktet Atomorpha och familjen mätare. Inga underarter finns listade i Catalogue of Life.